# 388
388 (CCCLXXXVIII) var ett skottår som började en lördag i den julianska kalendern.

## Händelser

### Okänt datum
- Magnus Maximus uppror krossas genom slaget vid Save, varvid Valentinianus II återinsätts som västromersk kejsare.
- Hieronymus flyttar till Palestina där han kommer att bli kvar resten av livet.
- Paternus blir biskop av Braga stift (i nuvarande Portugal).
- Bahram IV blir kung av Persien.
- En grupp kristna stormar och förstör synagogan i staden Callinicum vid floden Eufrat.

## Avlidna
- 28 augusti – Magnus Maximus, romersk usurpator (avrättad)
- Shahpour III, kung av Persien
- Themistios, grekisk statsman, retoriker och filosof